# Näsmarkerna
Näsmarkerna este o arie protejată (arie specială de conservare — SAC, sit de importanță comunitară — SCI) din Suedia întinsă pe o suprafață de 51,7 ha, integral pe uscat.

## Localizare
Centrul sitului Näsmarkerna este situat la coordonatele 59°25′38″N 14°46′52″E / 59.4271°N 14.7812°E.

## Înființare
Situl Näsmarkerna a fost declarat sit de importanță comunitară în ianuarie 1997 pentru a proteja 1 specie de plante și 1 specie de animale. Situl a fost protejat și ca arie specială de conservare în martie 2011.

## Biodiversitate
Situată în ecoregiunea boreală, aria protejată conține 3 habitate naturale: Pășuni din zone de pădure fino-scandinave, Pante stâncoase calcaroase cu vegetație casmofită, Mlaștini alcaline.
La baza desemnării sitului se află mai multe specii protejate:
- plante (1): Hamatocaulis vernicosus
- nevertebrate (1): Vertigo geyeri